# Ida Maly
Ida Maly (Wenen, 22 oktober 1894 -  Euthanasiecentrum Hartheim, 20 februari 1941) was een Oostenrijkse kunstschilder en graficus. Na haar dood in 1941 raakte haar werk in vergetelheid, maar sinds de jaren negentig wordt ze beschouwd als als een belangrijke vertegenwoordiger van de moderne kunst in Oostenrijk.

## Levensloop
Maly werd geboren in Wenen op 22 oktober 1894 en groeide op in Graz. Ze was de jongste van de drie dochters van de hoofdijkmeester Franz Maly en modiste Sophie Tetauer. Maly groeide op in een burgerlijk milieu waarin ruimte was voor de artistieke interesses van haarzelf en haar zus Paula.
Van 1910 tot 1912 volgde zij samen met haar zus Paula een opleiding aan de Landeskunstschule en Staatsgewerbeschule in Graz waar ze les kregen van onder meer Alfred Schrötter von Kristelli. Vanaf 1914 bezochten zij de Kunstgewerbeschule in Wenen waar ze les kregen van onder anderen Oskar Strnad en Franz Čižek. Maly rondde haar opleiding niet af. Van de herfst van 1916 tot en met het voorjaar van 1918, tijdens de Eerste Wereldoorlog, werkte ze in een fabriek in Sankt Pölten.
Tussen 1917 en 1919 werd haar werk voor het eerst geëxposeerd bij de Vereinigung/Genossenschaft bildender Künstler Steiermarks in Graz. Haar vroege werk bevat invloeden van het expressionisme, de jugendstil, de Dachause schilderschool en aspecten van abstracte vormgeving.
In de herfst van 1918 vertrok ze naar München waar ze werkte als kunstenares en actrice. Ze had in deze periode nauw contact met haar jeugdvriendin de actrice Martha Newes die ze sinds haar middelbare schooltijd kende, alsmede met haar echtgenoot de theaterregisseur Hans Carl Müller en haar zus Tilly Newes, de latere echtgenote van Frank Wedekind.
In München kopieerde ze regelmatig oude meesters in de Alte Pinakothek, retoucheerde ze foto's en had ze enkele grafische opdrachten, waaronder het ontwerpen van ex librissen. Op 8 januari 1921 werd haar dochter Elga Maly geboren. Vanwege de moeilijke financiële situatie waarin Maly zich bevond, moest ze haar dochter in 1923 afstaan aan pleegouders in Graz. Datzelfde jaar vertrok ze naar Berlijn en Dresden waar ze haar kunststudie opnieuw oppakte. In deze periode kopieerde ze onder meer het werk Leda en de Zwaan van Peter Paul Rubens in de Gemäldegalerie.
In 1925 vertrok ze naar Parijs om aan een privéacademie te studeren. In Parijs maakte ze enkele portretten, naaktstudies en stadsgezichten. Maly keerde in oktober van datzelfde jaar terug naar Wenen. In deze periode verergerde zowel haar financiële situatie als haar psychische problemen. In 1927 verhuisde ze opnieuw naar München waar ze onderdak vond bij jeugdvriendin Martha Newes. Het jaar daarna verhuisde ze naar Graz waar ze introk bij haar zus. Doordat ze meermaals verhuisde, werd ze blootgesteld aan verschillende kunststromingen, waaronder de Nieuwe zakelijkheid, die haar stijl beïnvloedden. Daarnaast trachtte ze stijlelementen van populaire kunststromingen in haar werken te verwerken om deze aantrekkelijker te maken voor de verkoop, maar ze had weinig succes. In de jaren twintig maakte ze diverse emancipatorische zelfportretten waar ze zichzelf meestal afbeeldde in herenkleding.
Maly werd in 1928 opgenomen in de psychiatrische instelling Am Feldhof in Graz en kreeg de diagnose schizofrenie. Haar werken uit deze periode worden gekenmerkt door elementen uit de art deco, gecombineerd met robots, monsters, fantasiewezens, gedichten en verwijzingen naar haar privéleven en de politieke situatie. Daarnaast maakte ze portretten van medepatiënten. Haar werk in 1931 opnieuw geëxposeerd bij de Vereinigung/Genossenschaft bildender Künstler Steiermarks in Graz. In 1934 werd ze overgeplaatst naar kliniek Steinhof in Wenen. Werken die ze na 1935 maakte, zijn naar grote waarschijnlijkheid allemaal vernietigd: na de Anschluss van Oostenrijk bij nazi-Duitsland in 1938 werd haar werk beschouwd als 'ontaard'.
Op 10 februari 1941 werd ze overgebracht naar euthanasiecentrum Hartheim waar ze werd vergast in het kader van het euthanasieprogramma van nazi-Duitsland. Haar officiële sterfdatum is 20 februari 1941. Als doodsoorzaak werd 'longontsteking' opgegeven.
Na haar dood raakte haar werk in vergetelheid. In de jaren negentig werd haar werk enkele malen opgenomen in tentoonstellingen, maar in 2001, zeventig jaar na haar overlijden, werd het voor het eerst opnieuw tentoongesteld aan een groot publiek tijdens de expositie Moderne in dunkler Zeit in de Neue Galerie Graz. Het grootste deel van haar oeuvre bevindt zich in de Arnulf Rainer-collectie.

## Werken

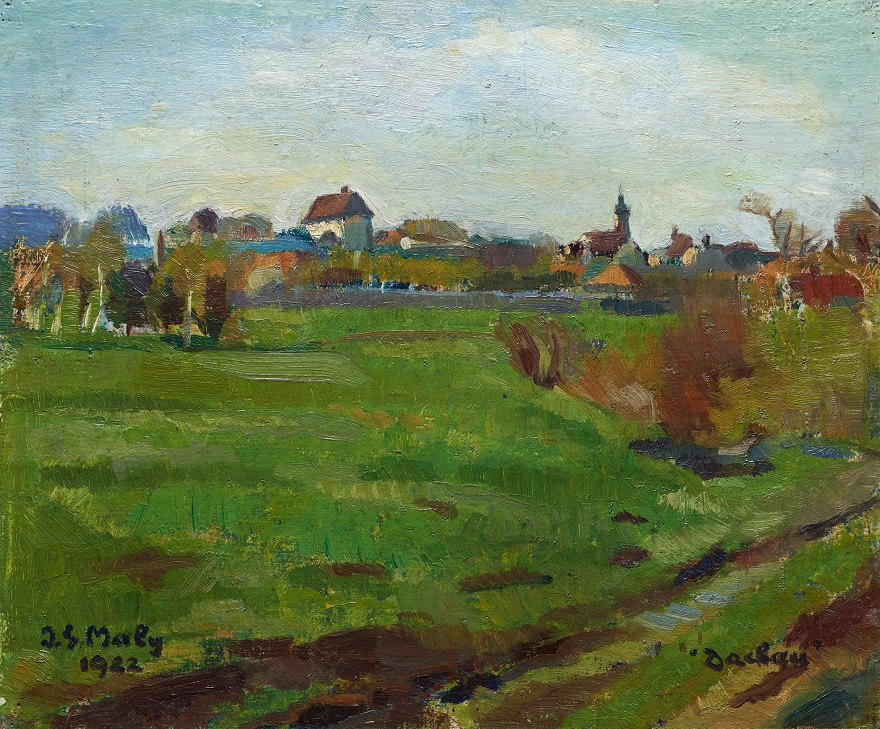
Dachau (1922)
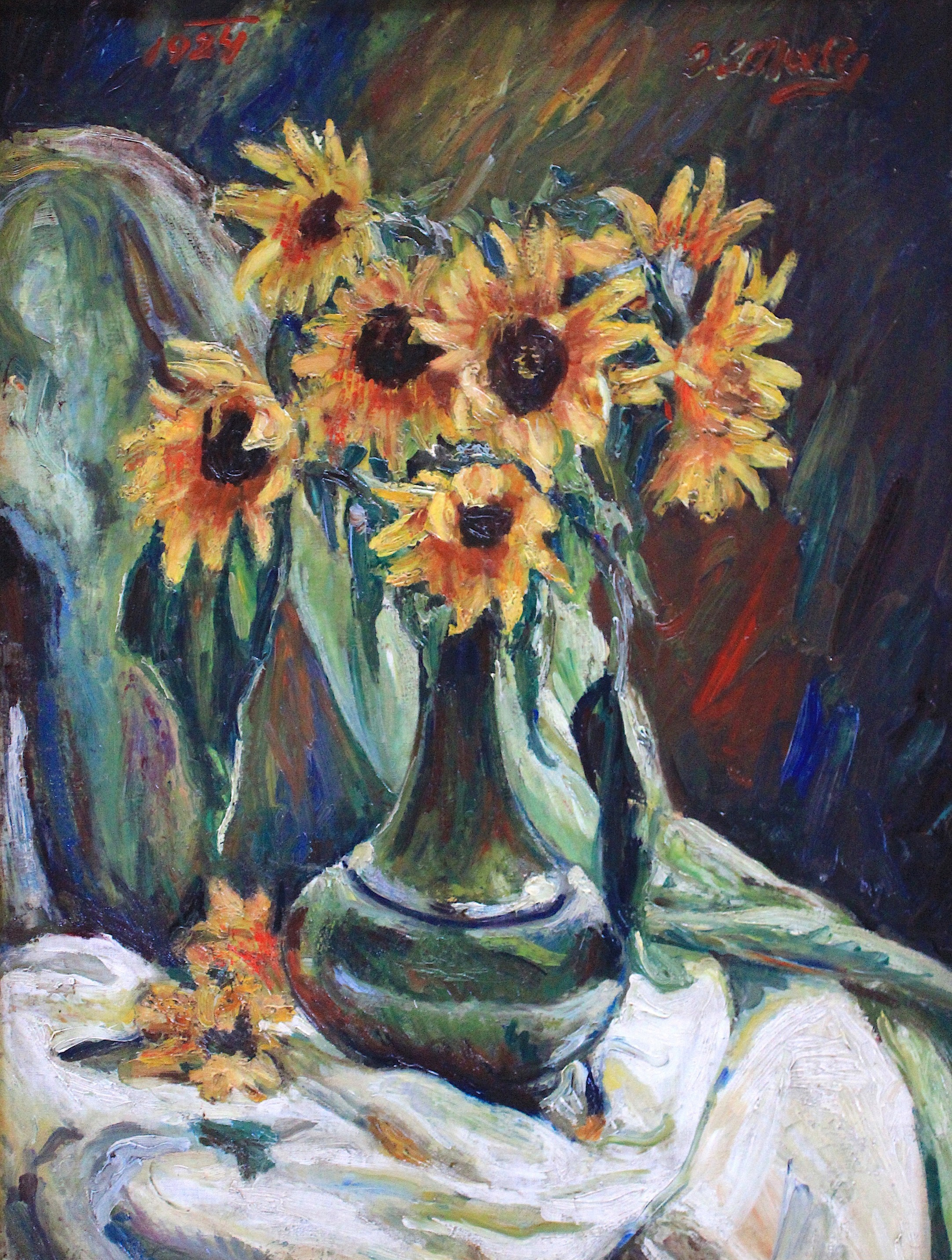
Stillleben mit Vase, Sonnenblumen und weißer Decke (1924)
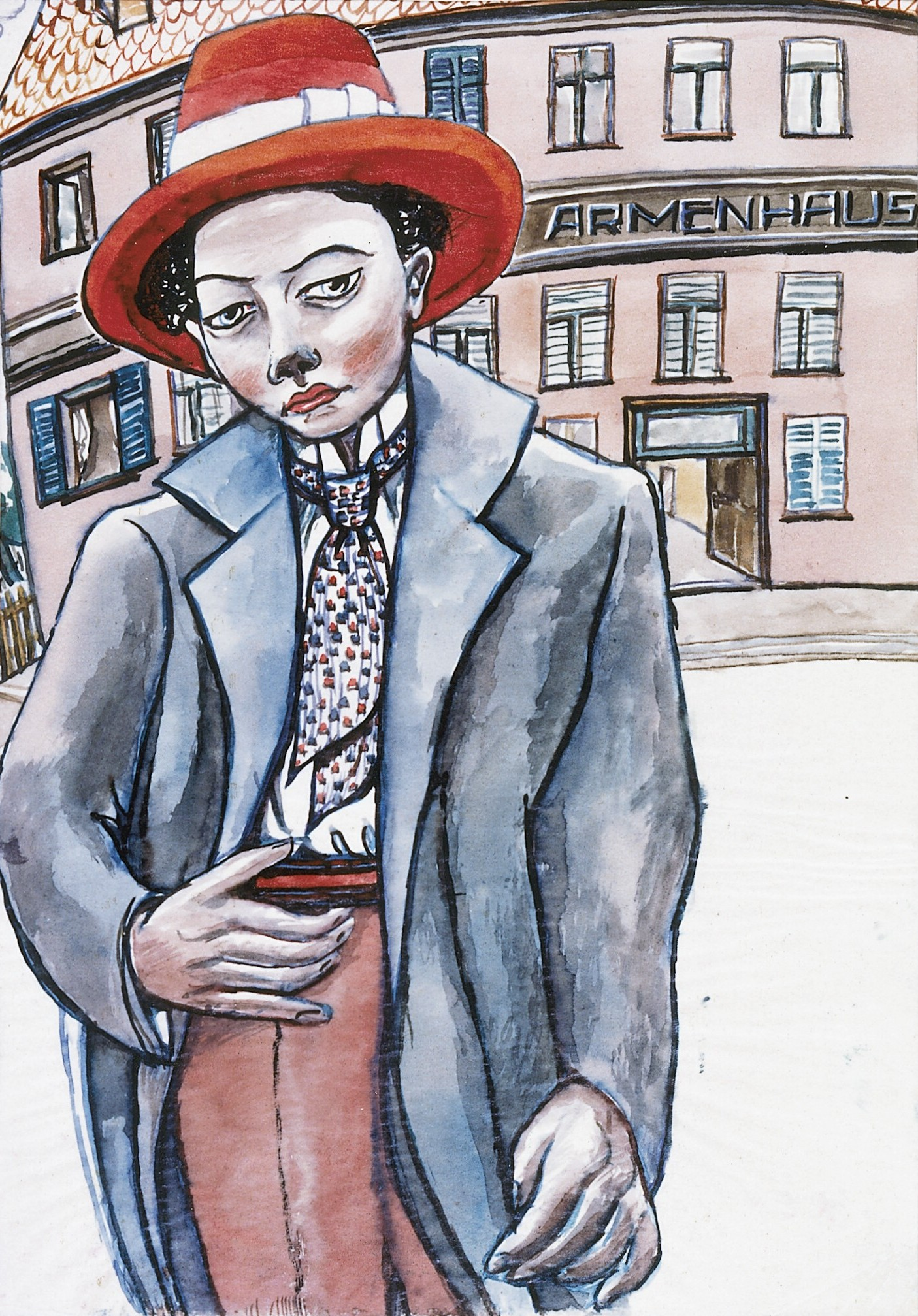
Zelfportret Trübe Ahnungen (1928)
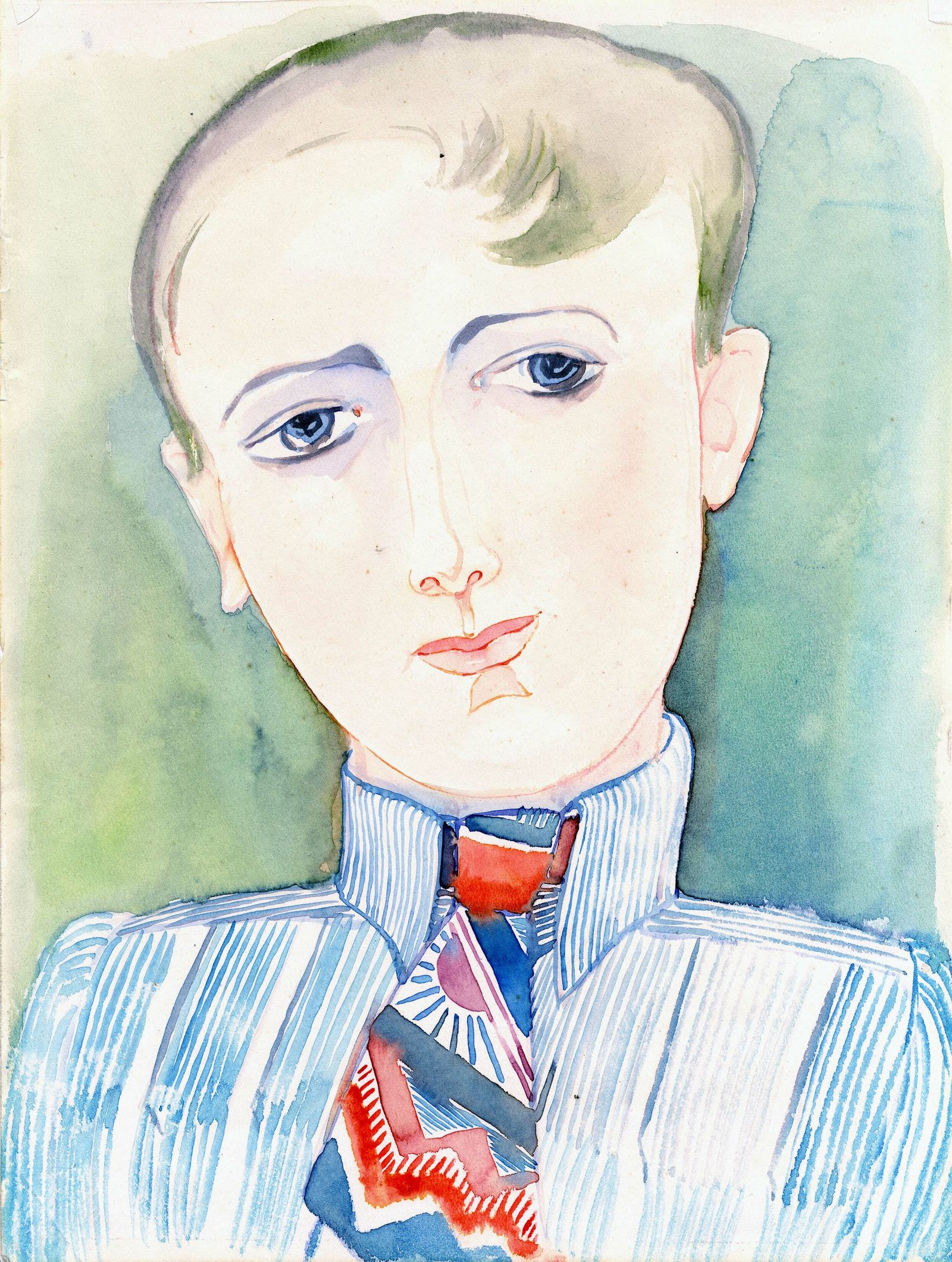
Zelfportret (ca. 1928-1930)
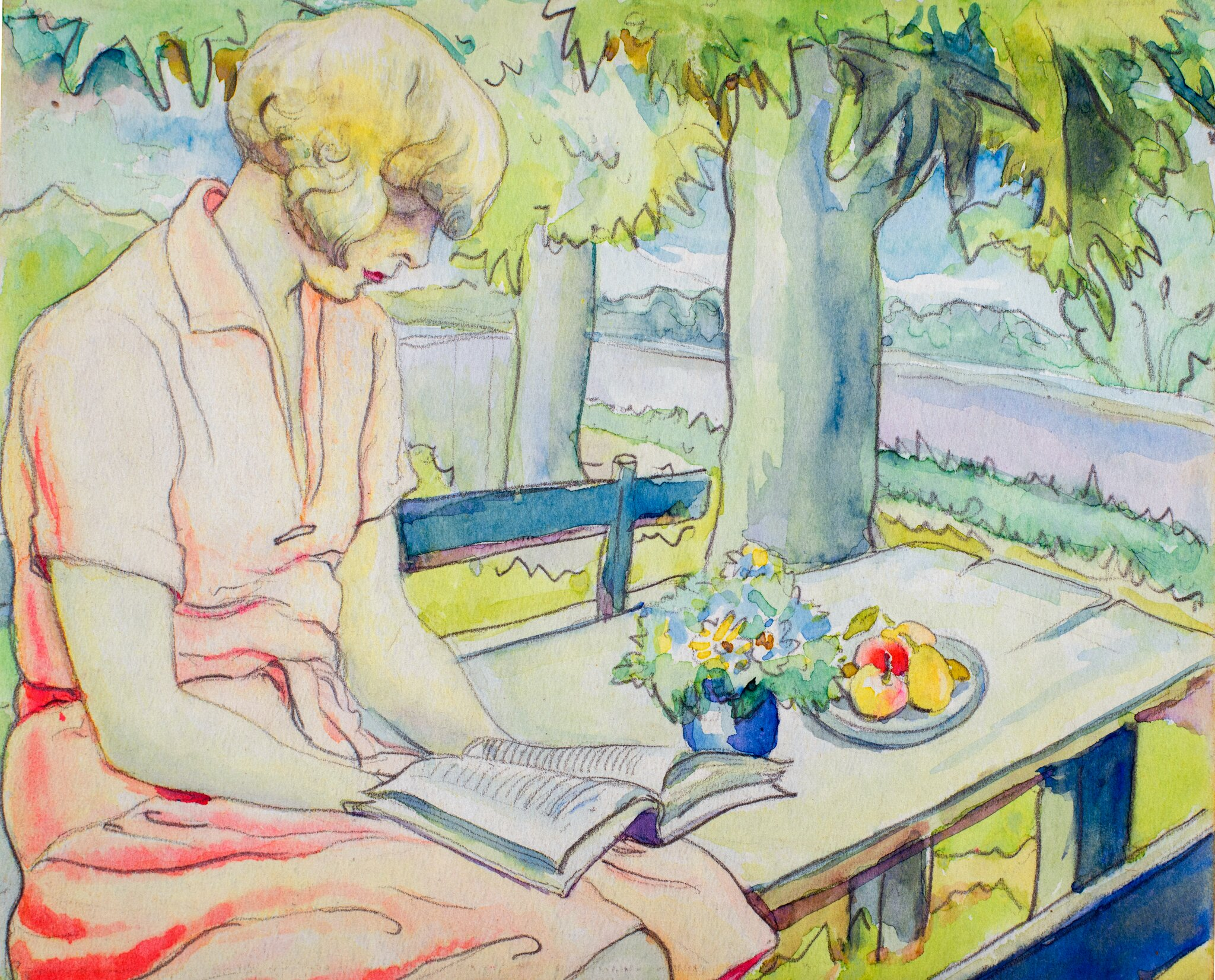
Lesende Frau im Garten (1930)
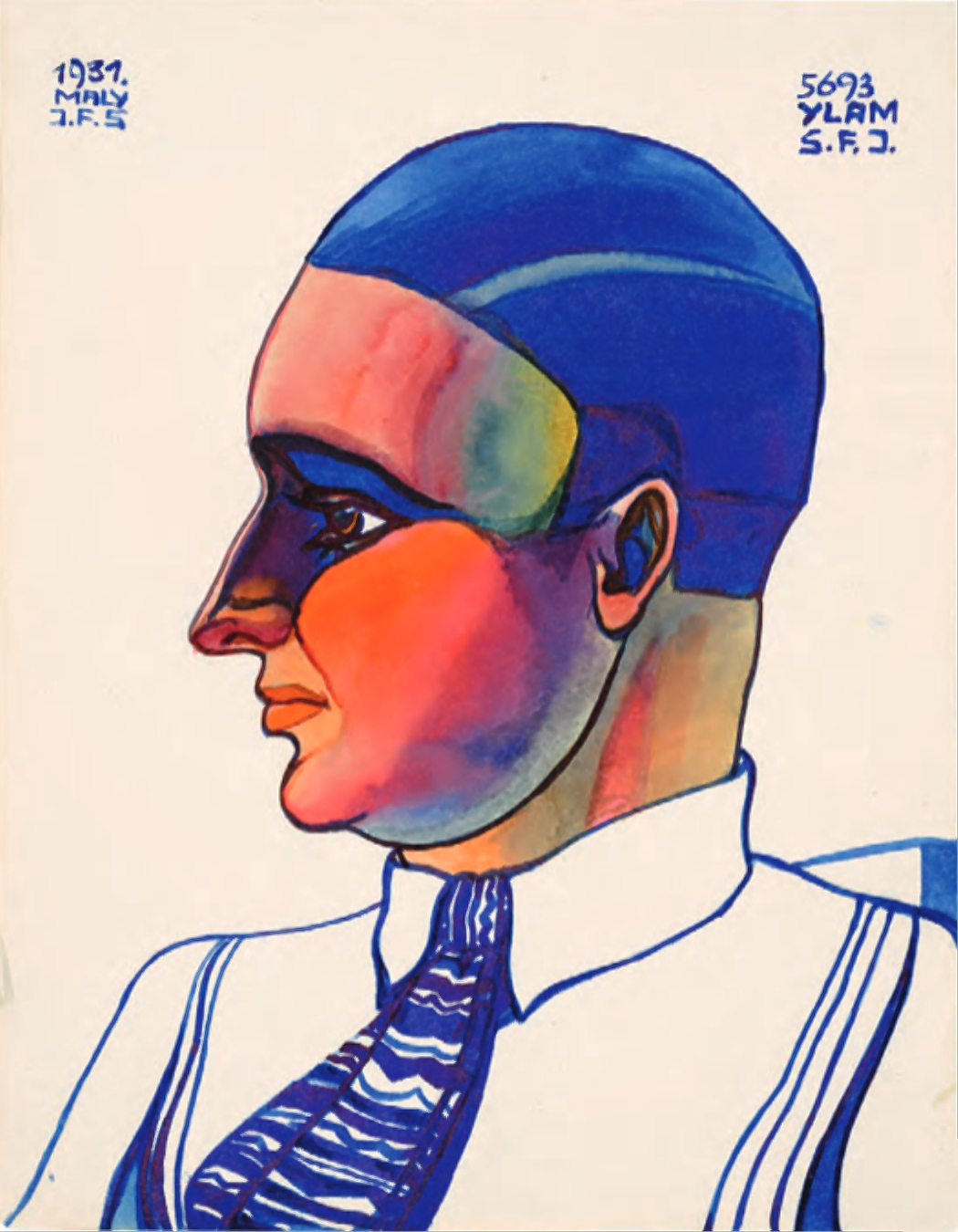
Mann im Hemd (1931)

- Gemeinsame Normdatei: 130578940
- International Standard Name Identifier: 0000 0000 4509 9826
- Library of Congress Control Number: no2006091674
- Système universitaire de documentation: 277396387
- Virtual International Authority File: 1123350
- WorldCat: E39PBJg4qmDbJJxPPCxdmtDcyd